# Mana (spiritualité)
Pour les articles homonymes, voir Mana.
Selon les mythologies mélanésienne et polynésienne, le mana est une force surnaturelle qui imprègne l'univers et dont certaines personnes sont porteuses plus que d'autres et l'expriment naturellement. La notion de mana, association de magie et de religion, peut-être également traduite comme l'émanation de la puissance spirituelle du groupe qui contribue à le rassembler.

## Problème de définition
La notion de mana a fait l’objet de nombreuses discussions, tant sur la traduction que sur sa signification, mais aussi plus largement, elle a fait l’objet de discussions sur la validité ou la pertinence des « notions de type mana ». Ainsi, en 1881, Codrington définit le mana comme un « vecteur diffus de pouvoir spirituel ou d’efficacité symbolique supposé habiter certains objets et personnes ».
Dix ans plus tard, il précise en affirmant que le mana est un « pouvoir d’influence » s’attachant aux personnes et aux choses, véhiculé par les revenants et les esprits.
Roger Keesing dit que ces définitions sont des créations des Européens, mais pas la conception indigène. En effet, depuis Codrington, lorsque mana a été privilégié comme substantif, il a toujours été traduit comme tel, alors qu’en réalité il avait trois formes possibles : verbe actif, verbe passif, substantif. Cet aspect apparaît encore chez Marcel Mauss, pour lequel le mana devient fondamentalement un substantif. « On dit d’un objet qu’il est mana, pour dire qu’il a cette qualité ; et dans ce cas le mot est une sorte d’adjectif. »
Au début du siècle, le terme mana a commencé à illustrer l’idée d’une qualité abstraite ou d’un support de pouvoir surnaturel sur lequel repose l’action humaine ou dont celle-ci dépend.
Dépassant largement le contexte océanien, mana est devenu une notion du métalangage anthropologique. Aujourd’hui, l’explication la plus aboutie est celle de Keesing : il en donne trois usages : 
- verbe d’état signifiant « être efficace, puissant, réalisé », utilisé de façon stéréotypée pour décrire l’efficacité et la chance ;
- verbe employé dans les prières et les invocations : « bénis, soutiens, rends efficace… » ;
- comme substantif : « efficacité, réalisation, puissance… »

Cela pose de nombreuses questions, en particulier celles de la traduction, et de la signification. Car tout ce que l’on attribue au mana reste flottant ou vague.  
Claude Lévi-Strauss compare le mana aux mots français « truc » ou « machin ». Il dit en effet que « derrière machin, il y a machine et plus lointainement l’idée de force ou de pouvoir ». Quant à truc, cela dérive des coups heureux dans les jeux. Pour lui, les conceptions de type mana (wakan, orenda) relèvent d’une forme de pensée universelle et il met en avant une explication linguistique. La fonction des notions de type mana, écrit-il, « est de s’opposer à l’absence de signification sans comporter par soi-même aucune signification particulière », elle est de combler un écart entre le signifiant et le signifié. C’est leur vide sémantique qui rend ces notions centrales. Celles-ci représentent précisément « ce signifiant flottant qui est la servitude de toute pensée finie, bien que la connaissance scientifique soit capable, sinon de l’étancher, au moins de le discipliner partiellement […]. Nous voyons dans le mana, le wakan, l’orenda et autres notions du même type l’expression consciente d’une fonction sémantique, dont le rôle est de permettre à la pensée symbolique de s’exercer malgré la contradiction qui lui est propre. »
Avec l’exemple du mana se posent les problèmes de l’usage et de la signification. Toutefois, si l’on ne parvient à donner une définition du mana, on lui trouve une fonction avec Lévi-Strauss. Quant à la signification de ce type de notions, il faut probablement y renoncer, puisqu’elles sont en elles-mêmes vides de sens et donc susceptibles de recevoir n’importe quel sens. 
Pourtant, on avait donné un sens au mana, une substance diffuse et invisible de pouvoir, une création européenne. Keesing pose le problème de la traduction : une mauvaise traduction peut en effet entraîner non seulement la création d’entités inexistantes, mais aussi d’importants problèmes analytiques. À cause de mé-traductions, les ethnologues se sont souvent inventé de pseudo problèmes. Il ne s’agit pas seulement de chercher des significations à ces notions, il faut aussi observer l’usage qui en est fait, le contexte d’énonciation, etc.

## Emploi du terme dans les univers de jeux contemporains
Dans un certain nombre de jeux de rôle, jeux de société et jeux vidéo (en particulier de type RPG et MMORPG) de la fin XXe et du début du XXIe siècle, le terme de « mana » désigne souvent l'énergie magique d'un personnage, qu'il peut consacrer le plus souvent à lancer un sort, et qui diffère de sa force vitale (les « points de vie »). Parmi les jeux de société, le terme est par exemple utilisé par le jeu de cartes à jouer et à collectionner Magic : L'Assemblée, créé en 1993. Parmi les jeux vidéo, il figure dans la série Secret of Mana, sorti en 1994, la série Diablo commençant en 1997, et, parmi les MMORPG, dans World of Warcraft, sorti en 2004-2005 ; d'innombrables autres exemples existent. La popularité de ces jeux contribue à répandre l'emploi du terme « mana » au sens de « énergie magique » ou « point de magie ».